# Gutturnium muricinum
Gutturnium
Genre
Espèce
Synonymes
- voir paragraphe #Synonymes

Gutturnium muricinum est une espèce de mollusques gastéropodes marins de la famille des Cymatiidae, la seule de son genre Gutturnium.

## Synonymes
- Afrocanidea gemma Connolly, 1929[1] [2]
- Cymatium antillarum Orbigny, 1842[2]
- Cymatium muricinum (Röding, 1798)[1]
- Cymatium productum Gould, 1852[2]
- Cymatium pyriformis Conrad, 1849[2]
- Cymatium tuberosum (Lamarck, 1822)[1]
- Distorsio muricina Röding, 1798[1]
- Distorsio muricinum Röding, 1798[2]
- Eutritonium tuberosum (Lamarck, 1822)[1],[2]
- Litiopa obesa Adams C.B., 1850[1]
- Ranella gyrinata Risso, 1826[1] [2]
- Ranularia muricina (Röding, 1798)[1]
- Ranularia tuberosus (Lamarck, 1822)[1]
- Simpulum antillarum (d'Orbigny, 1842)[1]
- Triton albocingulatus Deshayes, 1863[1]
- Triton antillarum d'Orbigny, 1842[1]
- Triton crispus Reeve, 1844[1]
- Triton productum Gould, 1852[1]
- Triton pyriformis Conrad, 1849[1]
- Triton tuberosum Lamarck, 1822[1]
- Tritonium (Ranularia) nodulus Tapparone Canefri, 1881[1]
- Tritonium nodulus Link, 1807[1]

## Habitat et répartition
Cette espèce semble circumtropicale.

## Galerie

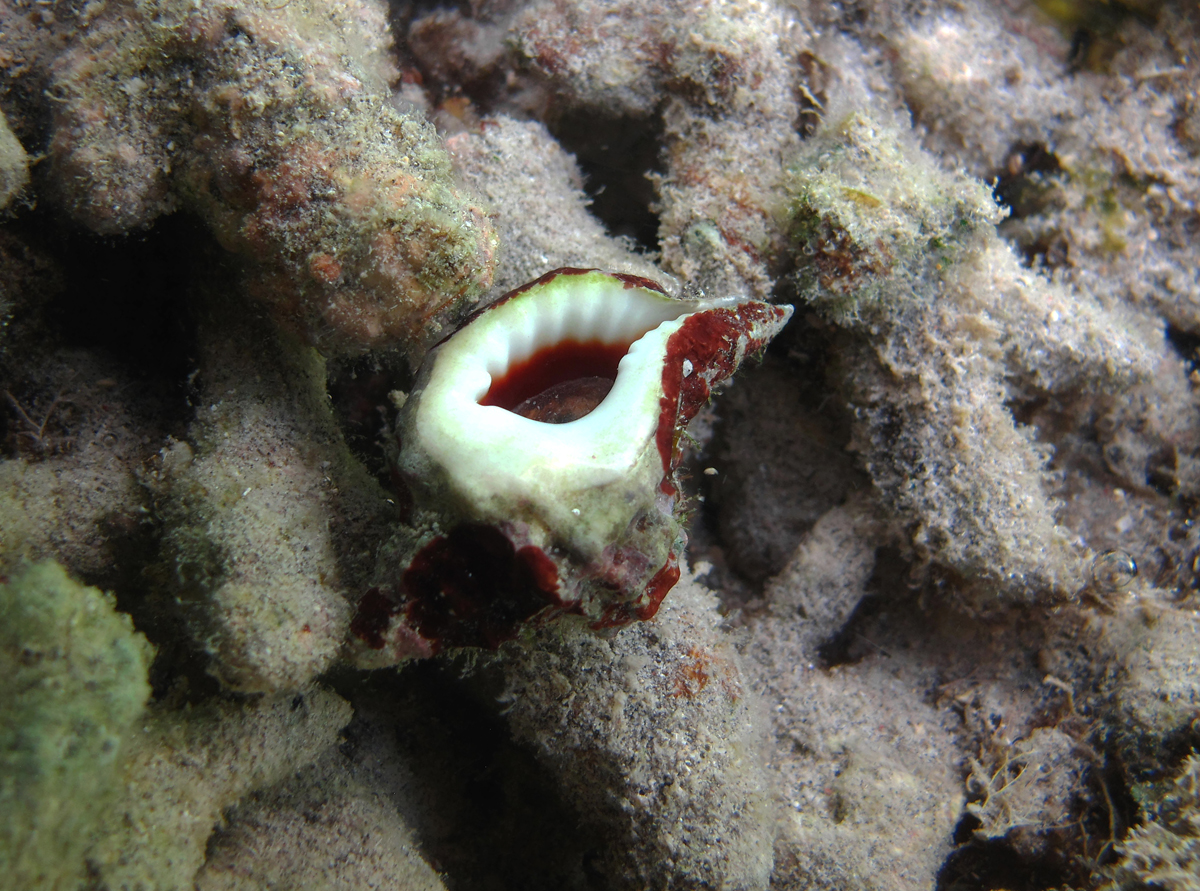
G. muricinum à La Réunion.
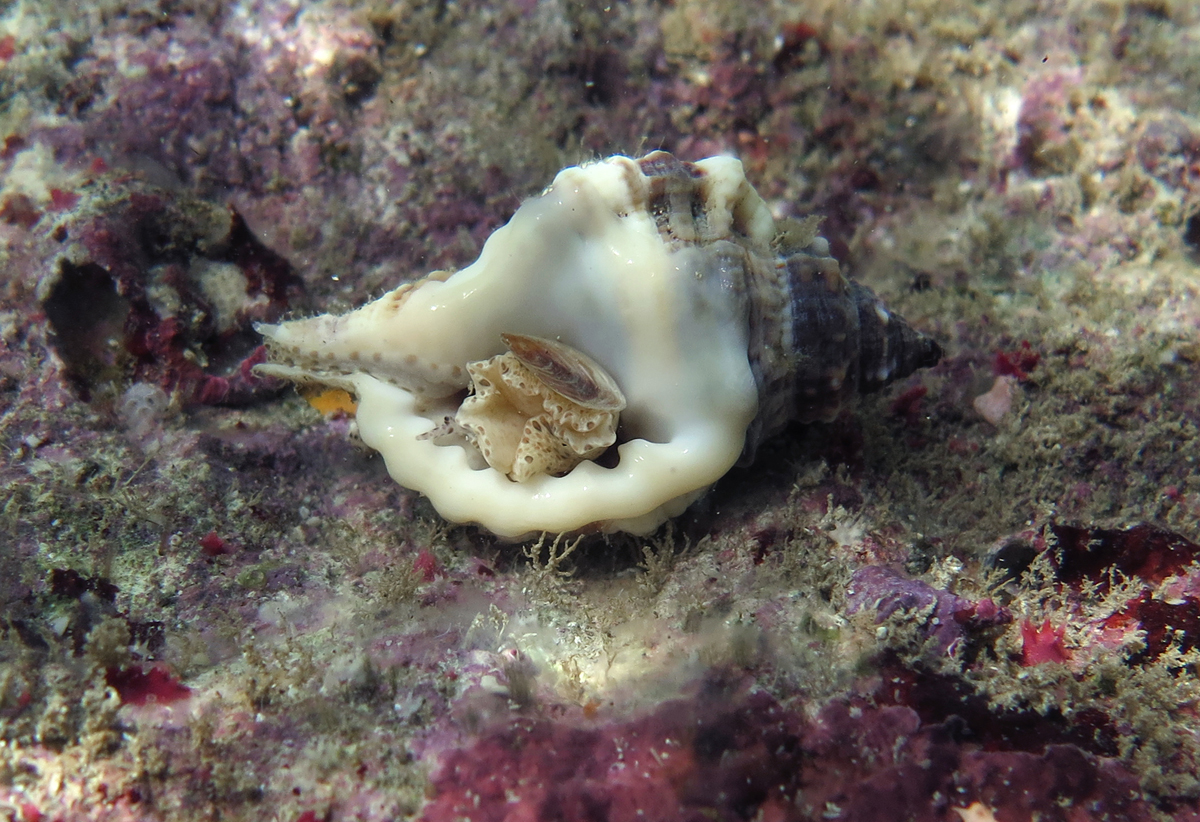
G. muricinum à La Réunion.